# Corduba
Corduba est la capitale de la province de Bétique en Hispanie romaine, et l'une des phases de l'actuelle ville de Cordoue en Espagne.

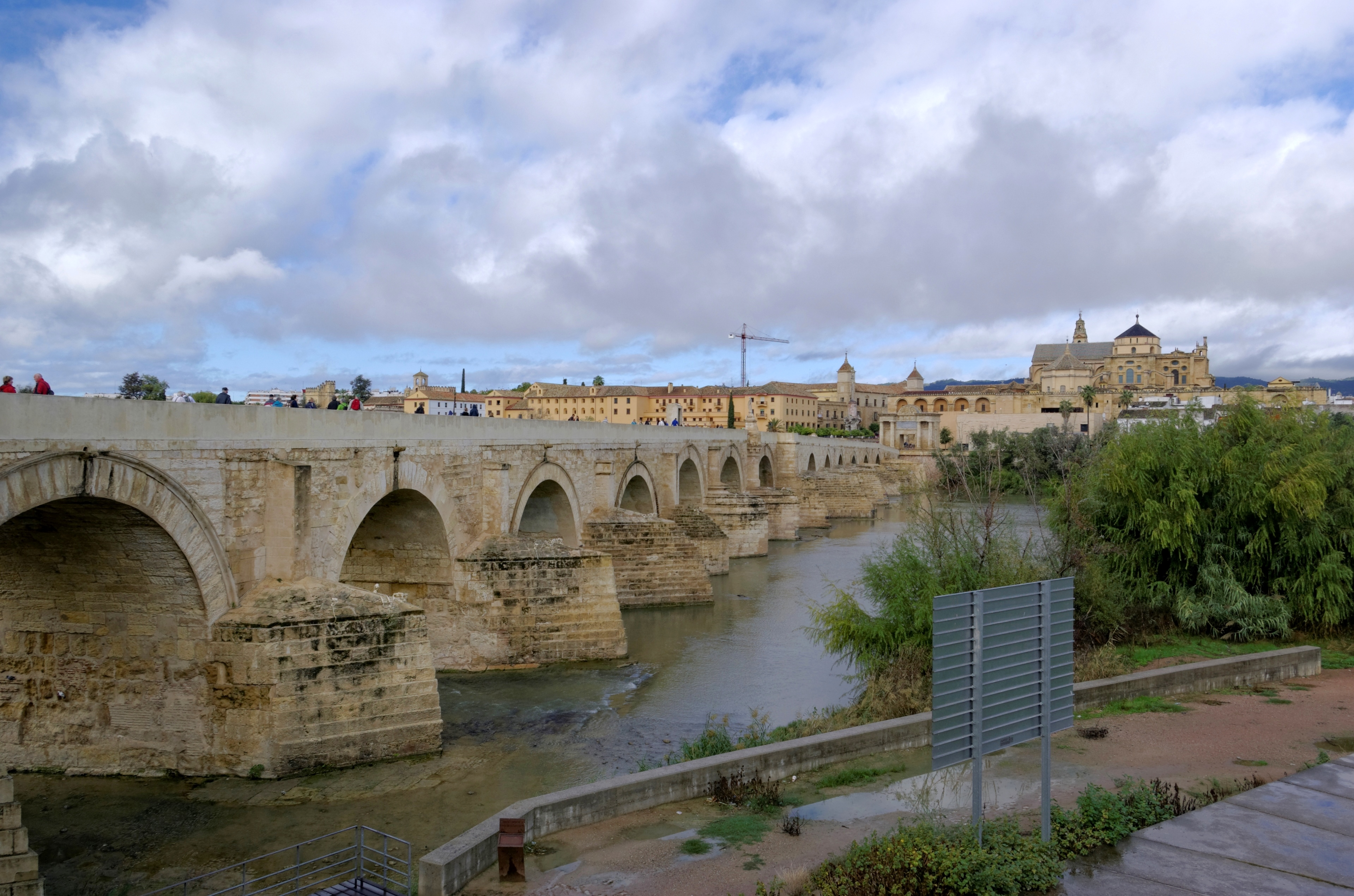
Vue de Cordoue avec le pont romain au premier plan et la cathédrale Mezquita en arrière-plan.

## Histoire

### Site préromain
Il existe une installation préromaine dans l'actuel parc Cruz Conde sur la colline dénommée los Quemados, dont les origines peuvent se situer au IIIe millénaire av. J.-C.. Avec une surface d'environ 50 hectares, cette installation devient progressivement un centre économique important de la zone car il se situe entre la zone minière de la Sierra Morena et le fleuve Guadalquivir. Cette zone est peuplée au moins jusqu'à la fin du IIe siècle av. J.-C., moment où peu à peu la culture indigène perd de son influence à la suite de l'installation définitive des troupes romaines.

### Fondation romaine

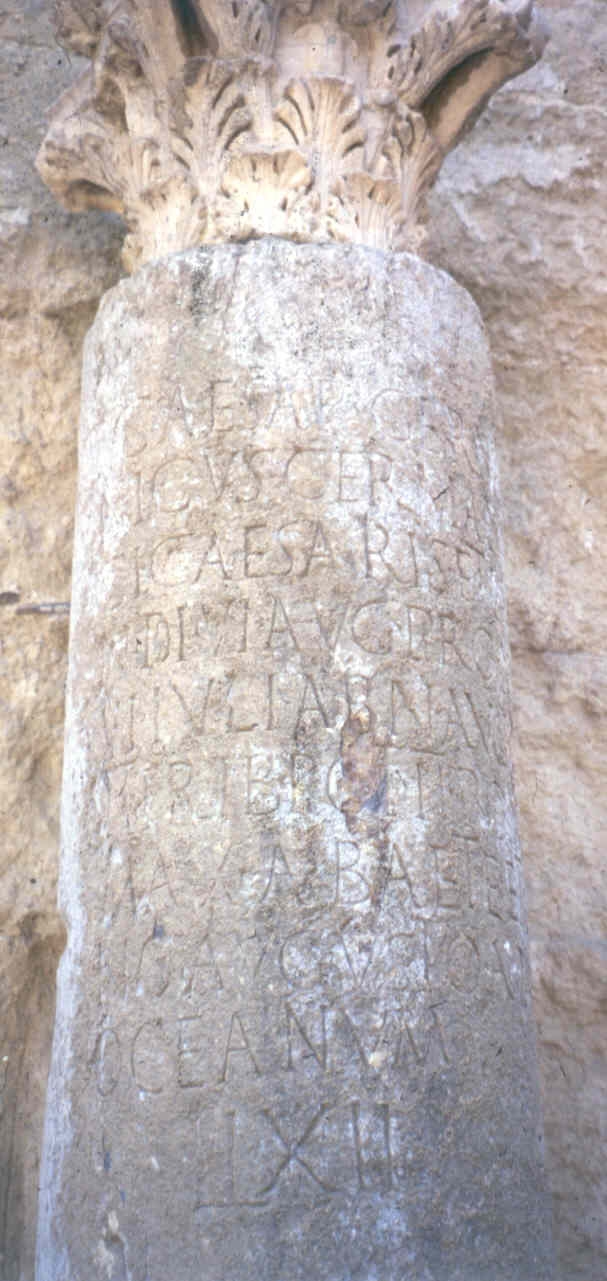
Borne milliaire de Caligula, qui mentionne l'empereur et le réseau routier du territoire de la cité.

Les Romains ont conquis le site en 206 av. J.-C., après la bataille d'Ilipa. La date exacte de l'arrivée de la population romaine n'est pas fixée : il existe deux possibilités séparées par dix-sept années, dates qui coïncident avec le séjour en Hispanie du préteur Marcus Claudius Marcellus entre 169-168 av. J.-C. et 152-151 av. J.-C..
Avant la fondation de Cordoue, il est probable qu'une installation militaire ait pu exister, car il y a des vestiges archéologiques d'une occupation du territoire dès le début du siècle. Des morceaux de céramique de cette époque ont été trouvés dans la ville ibère, ce qui montre qu'un échange commercial a existé entre les Ibères et des Romains. Ce lieu d'une importance stratégique pour les Romains a sans doute motivé la fondation de la ville romaine.
Le campement militaire romain s'est transformé peu à peu en une ville. En 169 av. J.-C., le préteur de l'époque Marcus Claudius Marcellus fonde officiellement Colonia Patricia Corduba. À partir de cette date et jusqu'à la disparition définitive de la Cordoue ibère au Ier siècle av. J.-C., les communautés ibères et romaines ont coexisté,. Un groupe d'Ibères, principalement des membres de l'aristocratie de la Cordoue ibère, s'installèrent dans la nouvelle ville romaine. Les bonnes relations entre les deux sites et l'importance de la ville ibère amène la nouvelle ville romaine à adopter le nom ibère du lieu, c'est-à-dire Corduba, héritant progressivement des domaines politiques et financiers de la ville ibère.
Peu à peu, les Ibères ont abandonné leur ville d'origine pour s'installer dans la ville romaine. Ainsi, à la fin du Ier siècle av. J.-C., on constate l'abandon complet de la ville ibère, processus parallèle à la croissance de la cité romaine.

### L'époque républicaine
En 152 av. J.-C., Marcus Claudius Marcellus se retire pour hiverner dans cette cité après avoir pris Netóbriga (en Lusitanie).
Entre 143 et 141 av. J.-C., la cité est assiégée par Viriate.
En 113 av. J.-C., un forum romain est mentionné. Le site pré-romain est peu à peu abandonné et ses habitants se déplacent vers la cité romaine située un kilomètre plus à l'est, qui se monumentalise : des maisons en calcaire et en grès se substituent aux habitations de brique crue . Dès 80 av. J.-C., des monnaies sont frappées dans la cité.
En 49 av. J.-C., Jules César réunit à Corduba, qui était déjà caput provinciae (capitale provinciale), les représentants des cités de l'Hispanie ultérieure. La cité ferme ses portes au légat pompéien Varron. Elle se rend à Jules César qui prononce un discours de reconnaissance envers ses partisans. C'est ensuite qu'est planté le platanus mentionné par Martial, situé dans les jardins de l'actuel Alcázar de los Reyes Cristianos.
Quintus Cassius Longinus (en), préteur de Jules César en Hispanie ultérieure, est la cible d'un attentat alors qu'il se dirige vers la basilique de Corduba en 48 av. J.-C.. Bien que la conjuration ait été écrasée, après une enquête du gouverneur des troupes sont levées pour faire face à l'attitude ambiguë du questeur Marcus Marcellus. Quintus Cassius Longinus, en représailles, détruit les nobilissimae carissimaeque possesiones agros aedificiaque situés au sud du cours d'eau.
En 46 av. J.-C., les fils de Pompée attribuent à Corduba le premier statut colonial de l'Hispanie, qui donne aux résidents le statut de citoyens romains, passant ainsi sous le nom de Corduba Colonia Patricia.
Le conflit entre césariens et pompéiens s'est aggravé en 45 av. J.-C.. Jules César assiège la cité et dispute à Pompée le Jeune le contrôle du pont. Jules César se retire peu après vers Ategua tandis que Cnaeus Pompée hiverne dans Corduba. Après la bataille de Munda, Jules César assiège à nouveau la cité qui est prise d'assaut. Sa destruction est décidée en châtiment et 22 000 habitants sont tués.
En 43 av. J.-C., durant la période du Second triumvirat, Corduba retrouve son rôle de centre politique de l'Hispanie ultérieure, en devenant la capitale de cette province.

### L'époque impériale

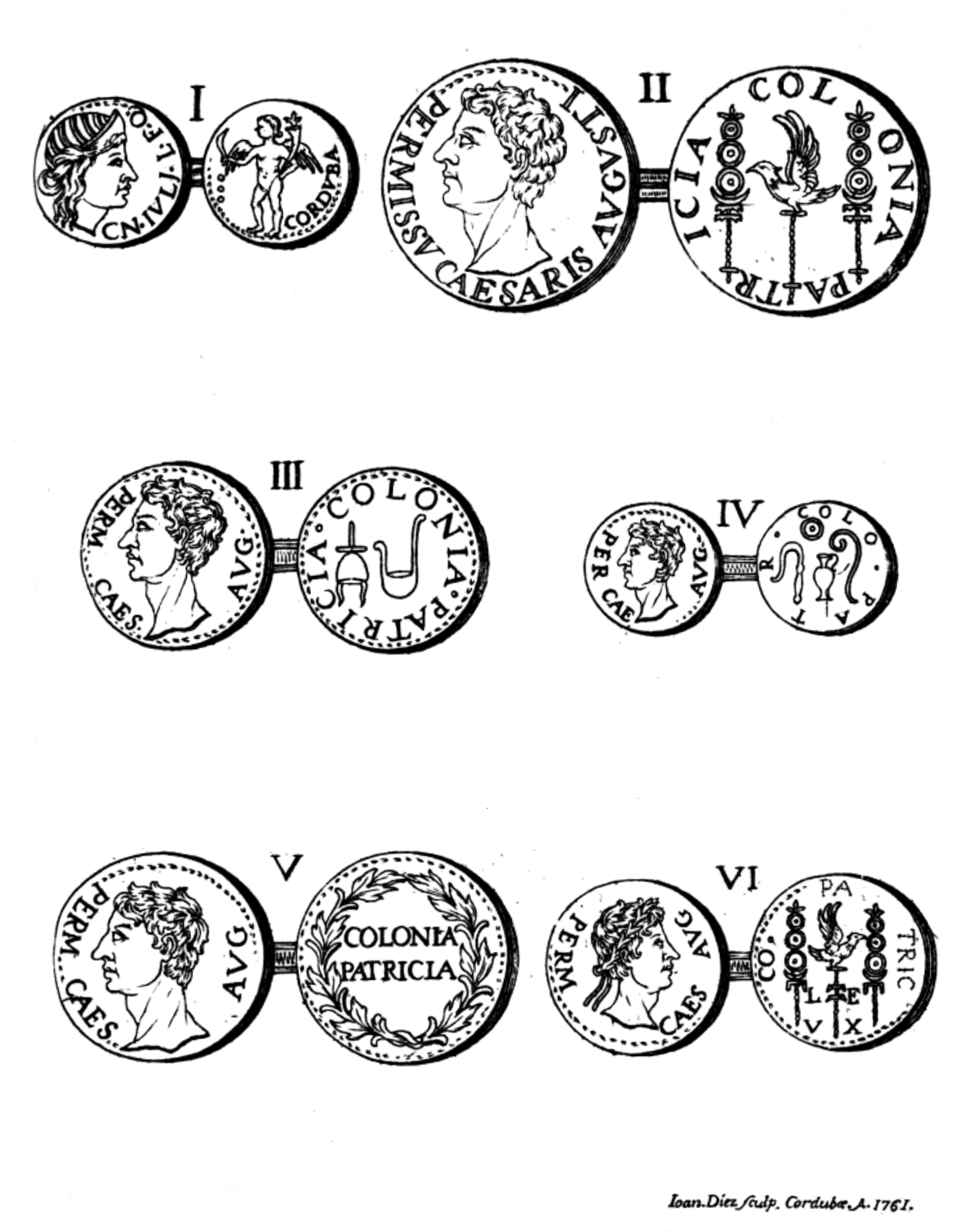
Dessins réalisés par Ioan Díez en 1761, des monnaies émises à Colonia Patricia (Cordoue) lors de la visite de l'empereur Auguste en 17-16 av. J.-C..

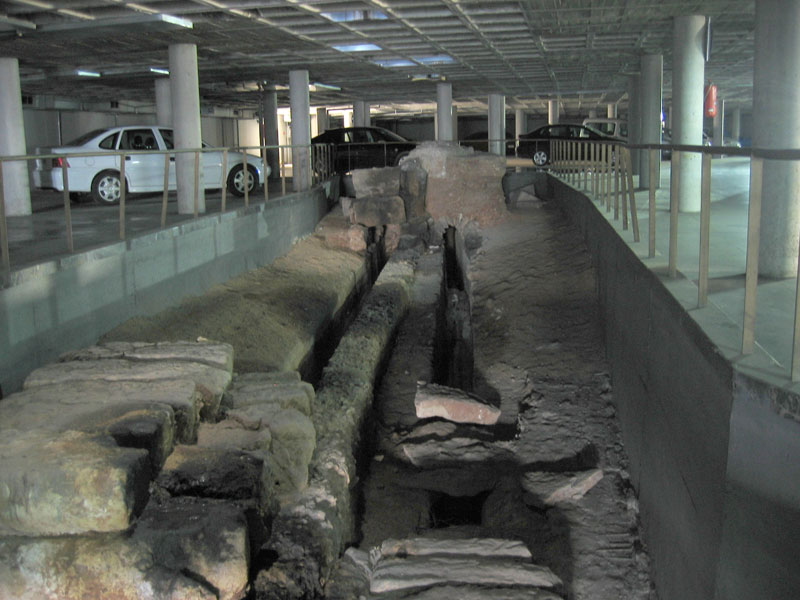
Vestiges de l'aqueduc Aqua Fontis Aureae bâti au II et qui se situe aujourd'hui dans le parking de la gare routière à Cordoue.

Avec la réorganisation des provinces hispaniques réalisée par Auguste en 27 av. J.-C., la nouvelle province de Bétique est administrée par le Sénat et Corduba est confirmée dans son rôle de capitale provinciale avec l'ajout du nom Colonia Patricia. Ce nouveau titre, qui permet une « refondation » de la ville à la suite d'une possible deductio, a été accordé en 25 av. J.-C.. Durant le règne d'Auguste, la ville s'est transformée, en s'étendant vers la rivière, la voirie et les espaces publics ont été réorganisés comme le forum ou la construction du théâtre avec intervention de l'empereur et des principales familles mécènes de la ville (Persini Marii, Annaei) qui étaient des exploitants miniers, d'un aqueduc (l'Aqua Augusta) et probablement l'amphithéâtre. Des pièces de monnaie sont même frappées lors d'un voyage de l'empereur dans la région.
Lors du règne de l'empereur Tibère le forum novum et le pont sur le ruisseau Pedroches sont construits.
Avec le règne de l'empereur Claude commence la construction d'un temple du culte impérial dont les ruines peuvent encore être observées dans l'actuelle calle Claudio Marcelo, et la place avec portique qui l'encadrait fut terminée à l'époque de Néron, avec en plus l'ajout d'un cirque dans les alentours. Avec l'arrivée au pouvoir de Domitien, un second aqueduc est construit, c'est l'aqueduc Aqua Nova Domitiana Augusta. Pendant le règne de cet empereur, Lucius Cornelius, un édile et duoviri, va faire édifier des fontaines publiques dans la ville et décorer le premier aqueduc avec de nombreuses statues en bronze.
À la fin du IIe siècle, le cirque qui se situe dans la partie orientale de la ville est démantelé. À la lumière des vestiges archéologiques trouvés dans la zone ouest de la ville au début du XXe siècle, il est possible de penser qu'un nouveau cirque ait été construit. Même si les fouilles archéologiques des années 1990 ont tendance à rattacher des découvertes à l'amphithéâtre de Colonia Patricia, elles n'écartent pas non plus complètement la possible existence d'un second cirque. En effet, les sources antiques parlent d'un cirque oriental et la conclusion la plus logique est qu'il a pu exister un autre cirque dans la zone occidentale de la ville. C'est aussi à cette époque qu'est construit un troisième aqueduc (l'aqueduc Aqua Fontis Aureae) et un forum provincial sur les hauteurs de Santa Ana.
Entre la fin du IIIe siècle et au début du IVe siècle est construit le palais impérial de Maximien Hercule juste à côté de la gare ferroviaire actuelle,. Le Christianisme a joué un rôle important dans la ville à partir du IIIe siècle, car l'évêque de la ville Ossius a présidé le premier concile de Nicée et a été le conseiller de l'empereur Constantin Ier. De plus, l'existence de très nombreuses sépultures chrétiennes avec sarcophages datant du IVe siècle et importées de Rome elle-même, suggère qu'il y avait une importante aristocratie catholique à Cordoue, ce qui pourrait expliquer le refus de conversion de la ville à la doctrine arienne pendant l'occupation de cette dernière par les Wisigoths au cours des siècles suivants.

## Urbanisme
L'espace urbain était limité sur trois côtés par un mur qui formait avec le fleuve Guadalquivir une zone de forme rectangulaire. Le mur nord allait de la porte de Rincón, passé par la place de Colón y Ronda de los Tejares jusqu'à la promenade de la Victoria. C'est sur cette partie de la muraille que se situe la porte d'Osorius. La partie occidentale de la muraille part de la promenade de la Victoria, même on ne connait pas le tracé exact de cette partie des remparts, et va probablement jusqu'à la rue Lope de Hoces, ou la porte de Almodóvar ou bien jusqu'au fleuve. Le mur oriental, débute depuis la porte del Rincón, continue par la rue Alfaros et par la rue San Fernando, jusqu'à arriver au fleuve. La limite sud de la ville, quant à elle, n'est pas fixée à cette époque.
Selon les normes de la ville romaine, il y avait deux rues principales : une orientée nord-sud (cardo) et une autre orientée est-ouest (decumanus). Il semble que le cardo à la porte d'Osorius, puis passaient par les rues actuelles de Ramirez de Arellano, Jesús Marie et Ángel de Saavedra jusqu'à la place de Santa Ana, où se situait la porte de las Estatuas. Pour ce qui est du decumanus il reliait la porte de Gallegos (Porta Gemina) jusqu'à la porte de Hierro  en passant pour les rues Concepción, Gondomar et Claudio Marcelo ou Alphonse XIII.
Le forum, le centre de la vie dans la cité romaine et qui coïncidait avec l'intersection des voies principales de la ville, se situait dans les environs des rues Cruz Conde, Góngora et Ramírez de Arellano, même si au Ier siècle ce dernier a été agrandi vers le sud (c'est-à-dire en direction de la rue Morería aujourd'hui).

### Port fluvial
À l'époque romaine, le fleuve Guadalquivir était navigable au niveau de Cordoue, ce qui a amené à la création d'un port fluvial. Le port reliait la ville à travers le fleuve jusqu'à la mer, mais aussi avec d'autres villes importantes comme Hispalis. Cette infrastructure se situait sur la rive nord du fleuve et comprenait un service de douane (forum censorium), et qui se situe aujourd'hui à l'emplacement de l'Alcázar de Cordoue.

### Bâtiments
- Temple romain de Cordoue
- Amphithéâtre de Cordoue
- Théâtre romain de Cordoue
- Cirque oriental
- Pont romain de Cordoue
- Pont romain sur la rivière Pedroches
- Mausolée romain de Cordoue
- Palais de Maximien Hercule
- Forum colonial de Cordoue
- Muraille romaine de Courdoue
- Aqueduc Aqua Fontis Aureae
- Aqueduc Aqua Nova Domitiana Augusta
- Aqueduc de Valdepuentes

## Personnes illustres
- Sénèque[8]
- Lucain
- Gallion[9]
- Ossius de Cordoue

## Annexe